# Kristian Commichau

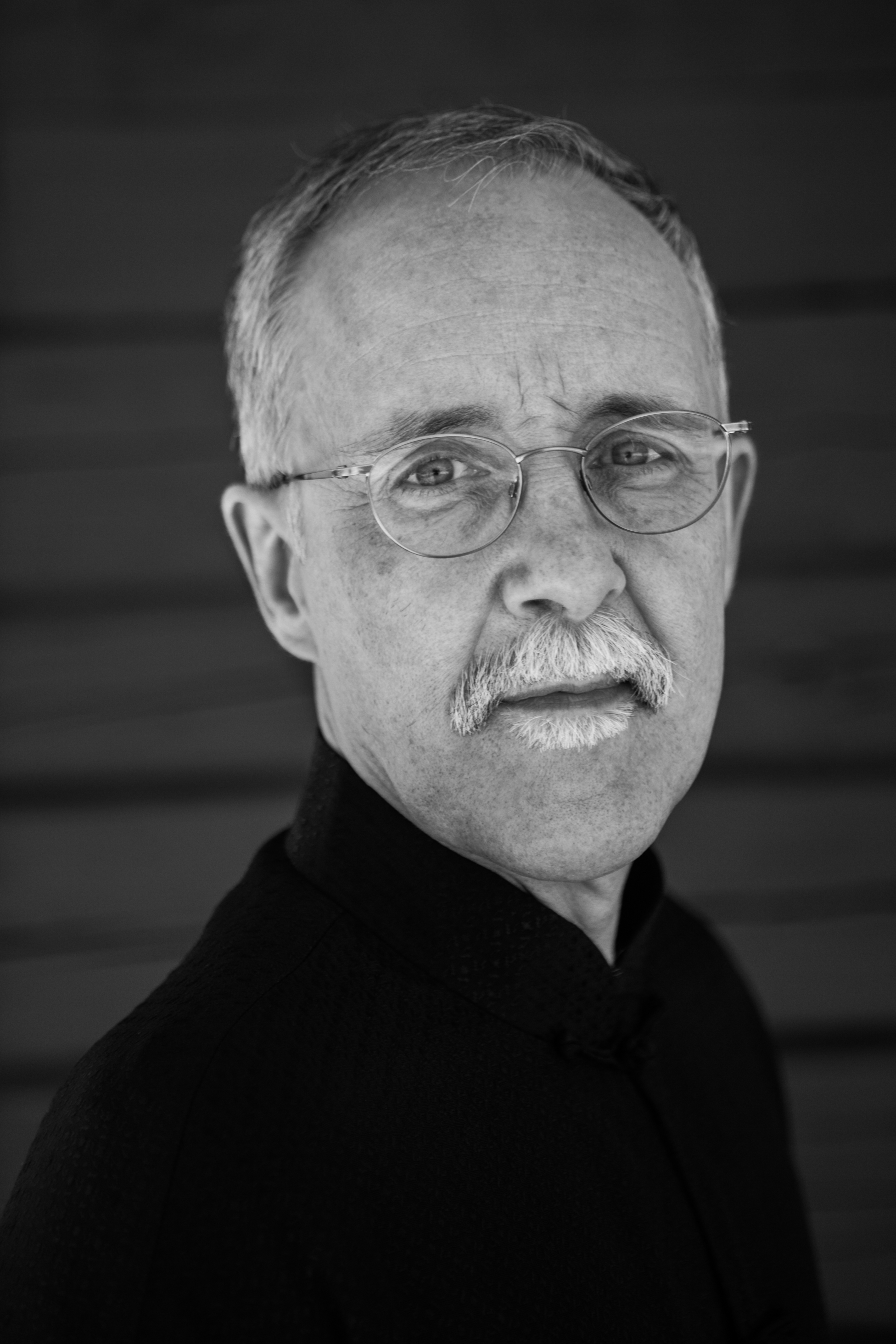
Kristian Commichau 2018

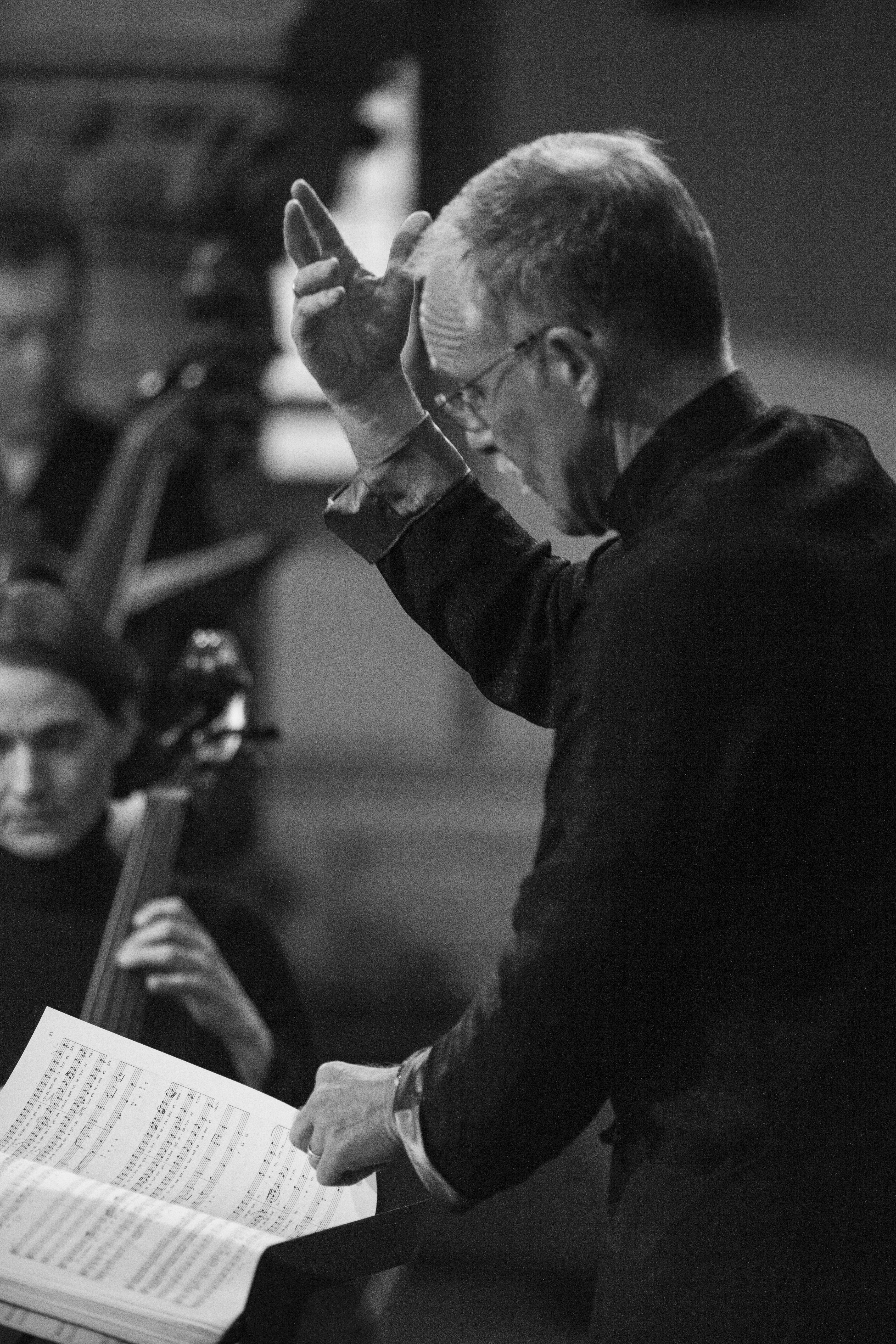
Kristian Commichau

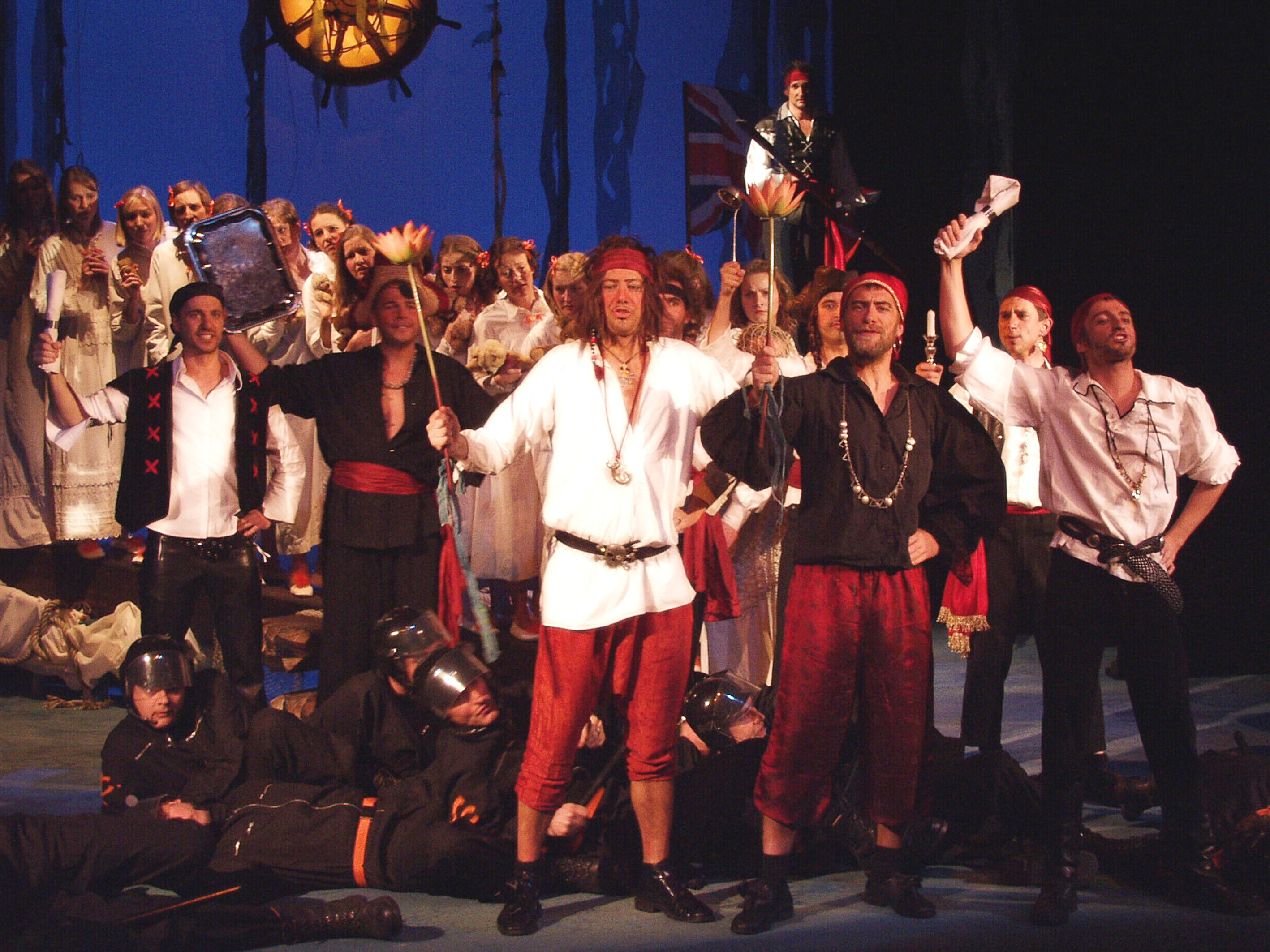
Aufführung der Piraten von Penzance mit den vocal-concertisten

Kristian Commichau (geboren als Kristian Drews; * 29. Januar 1959 in Glückstadt) ist ein deutscher Dirigent, Chorleiter und Universitätsdozent.

## Leben und Wirken
Commichau ist der Sohn des Kieler Musikpädagogen Karl-Heinz Drews. Er sammelte als Knabenstimme am Kieler Opernhaus und mit Instrumentalunterricht erste musikalische Erfahrungen. Von 1982 bis 1988 studierte er Schulmusik und Chorleitung bei Christian Grube und Dirigieren bei Harry Lyth an der Universität der Künste Berlin (UdK), unterrichtete als Assistent Chorleitung an der UdK und arbeitete im Staats- und Domchor Berlin. 1984 bis 1988 übernahm er den Kirchenchor Cappella Kreuzberg und gründete 1987 den Kammerchor vocal-concertisten, mit dem er diverse Preise im In- und Ausland gewann.
Von 1988 bis 1995 arbeitete er als Studienrat am Alten Gymnasium Flensburg sowie am Ludwig-Meyn-Gymnasium Uetersen. Er leitete die Chorknaben Uetersen, mit denen er beim Deutschen Chorwettbewerb teilnahm und u. a. in der getanzten Matthäus-Passion von Bach in der Choreographie von John Neumeier im Hamburger Michel mitwirkte.
1995 wurde Commichau zum Professor für Dirigieren an die Universität Potsdam berufen. Dort gründete er den Chor Campus Cantabile und das universitäre Orchester Sinfonietta Potsdam. Von 2000 bis 2010 war er ständiger Gastdirigent der Mecklenburger Kammersolisten, einem Kammerorchester der Norddeutschen Philharmonie Rostock.
Neben der Chor- und Orchesterarbeit gehören auch Opernproduktionen und Theatermusiken zu seinem Repertoire. Commichau arbeitete u. a. mit Christine Schäfer, Christiane Oelze, Thomas Quasthoff, Annette Dasch, Walter Jens, Friedrich Schorlemmer und Thekla Carola Wied zusammen. Als Gastdirigent leitete er den RIAS-Kammerchor, Concerto Brandenburg und das Barockorchester Hamburg.
Die Arbeit mit authentischen Instrumenten nach historischen Spielanweisungen und die Musik des 20. Jahrhunderts gehören zu seinen künstlerischen Schwerpunkten. Konzerte führten ihn ins europäische Ausland wie nach Israel, Australien, Nordamerika, Indien, Südamerika, Kanada, Ghana, Bolivien und China. Vielfach wurde Commichau zur Leitung von Meisterklassen oder Chorworkshops dorthin eingeladen.

## Auszeichnungen und Preise
- 1994 Stipendium des Deutschen Musikrates
- 1991 2. Preis beim International Choral Festival in Tallinn/Estland
- 1991 Sonderpreis für Zeitgenössische Musik beim International Choral Festival in Tallinn/Estland
- 1993 1. Preis beim Landeschorwettbewerb mit den vocal-concertisten
- 1993 1. Preis beim Landeschorwettbewerb mit den Chorknaben Uetersen
- 1994 Deutscher Chorwettbewerb in Fulda, vocal-concertisten mit gutem Erfolg teilgenommen
- 1994 Deutscher Chorwettbewerb in Fulda, Chorknaben Uetersen mit gutem Erfolg teilgenommen
- 2013 Teilnahme am California International Choral Festival